# Hayedo de las tierras bajas de Inglaterra
El hayedo de las tierras bajas de Inglaterra es una ecorregión de la ecozona paleártica, definida por el Fondo Mundial para la Naturaleza, que se extiende por el sureste de Inglaterra.

## Descripción
Es una ecorregión de bosque templado de frondosas que ocupa 45.600 kilómetros cuadrados en el sureste de Inglaterra. Sus límites aproximados son la frontera entre Devon y Gales por el oeste, el valle del río Severn por el noroeste, la región de Midlands Orientales por el norte, y la frontera con Norfolk por el noreste.
Es la región más seca y cálida de Gran Bretaña.

## Flora
Históricamente, gran parte de esta ecorregión estaba cubierta de bosques. La especie dominante es el haya (Fagus sylvatica), aunque también están presentes otras especies, como los robles, fresnos, serbales y tejos (Taxus baccata).

## Fauna
Son especies abundantes el erizo común (Erinaceus europaeus), el zorro común (Vulpes vulpes), el tejón europeo (Meles meles), el conejo común (Oryctolagus cuniculus) y el ratón de campo (Apodemus sylvaticus). Entre las especies amenazadas se encuentran la nutria europea (Lutra lutra), la ardilla roja (Sciurus vulgaris), el ratón espiguero (Micromys minutus), el muscardino (Muscardinus avellanarius), el murciélago grande de herradura (Rhinolophus ferrumequinum), el murciélago de bosque (Barbastella barbastellus) y el guion de codornices (Crex crex).

## Estado de conservación
El estado de conservación del territorio está en peligro crítico. Gran parte de la ecorregión es ahora terreno agrícola o urbano.